# Pambolus mostovskii
Pambolus mostovskii är en stekelart som först beskrevs av Sergey A. Belokobylskij 1999.  Pambolus mostovskii ingår i släktet Pambolus och familjen bracksteklar. Inga underarter finns listade i Catalogue of Life.